# Ffdshow

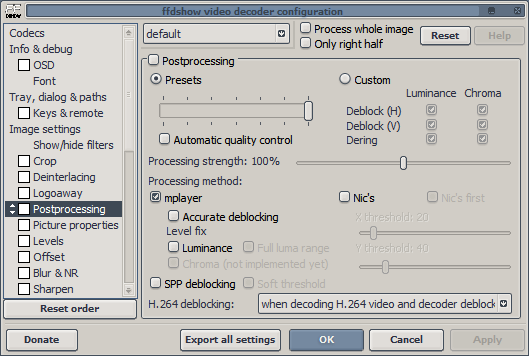
Konfiguracja dekodera ffdshow

ffdshow – filtr DirectShow i VfW dla wielu formatów audio i wideo, włącznie z DivX i XviD wykorzystujący bibliotekę libavcodec, XviD i inne biblioteki open source'owe. Ma bogaty zestaw filtrów postprocessingujących. ffdshow potrafi manipulować ścieżką dźwiękową przez dodawanie efektów specjalnych jak np. equalizer, dekoder Dolby itd.

## Historia
Pierwsza wersja ffdshow została opublikowana w maju 2002 jako alternatywa dla dekoderów DivX 3.11 oraz zainfekowanego wówczas adware Gator DivX-a 5.02. Głównym autorem i pomysłodawcą ffdshow był Milan Cutka, który porzucił projekt w roku 2006. Pracą nad ffdshow (przemianowanym wówczas na ffdshow tryouts) zajęli się niezależni programiści, którzy nadal aktualizują kodeki, usuwają błędy, oraz dodają do ffdshow nowe możliwości. ffdshow jest jednym z najczęściej aktualizowanych aplikacji tego typu – zazwyczaj w ciągu miesiąca pojawia się kilka nowych wersji.

## Cechy ffdshow
ffdshow może być skonfigurowany do wyświetlania napisów, można robić zrzuty ekranu, obsługuje rozmaite filtry takie jak ostrość, rozmycie i usuwanie szumów i wiele innych. Ma możliwość manipulowania dźwiękiem z efektami equalizer, Dolby decoder, pogłos.
ffdshow korzysta z libavcodec i wiele innych otwartych bibliotek do dekodowania najpopularniejszych formatów.
- MPEG-4 Part 2 (w tym wideo zakodowane w XviD, 3ivx, i wszystkie wersje DivX).
- Flash Video, H.263 i VP6
- H.264/AVC, Theora, WMV oraz wiele innych.

ffdshow dekoduje dźwięk w formatach:
- MP3
- AAC
- Dolby AC3
- WMA
- FLAC
- Vorbis